# Premier ministre du pays de Galles
Pour les articles homonymes, voir Premier ministre.
Au pays de Galles, le premier ministre (First Minister en anglais et Prif Weinidog en gallois) est le chef du Gouvernement gallois, l’administration exécutive dévolue à la nation galloise. Dans un contexte typiquement britannique ou international, son titre est adapté en « premier ministre du pays de Galles » (First Minister of Wales en anglais et Prif Weinidog Cymru en gallois).
L'actuelle titulaire de la fonction est Eluned Morgan depuis le 6 août 2024.

## Histoire
Lors de la création de l'assemblée nationale du pays de Galles par le Government of Wales Act 1998, le chef du gouvernement gallois portait le titre de premier secrétaire de l’Assemblée (anglais : Assembly First Secretary, gallois : Prif Ysgrifennydd y Cynulliad), souvent abrégé en « premier secrétaire », à compter des premières élections de l’assemblée nationale du pays de Galles, en mai 1999. Les institutions dévolues du pays de Galles étaient alors dotées de moins de pouvoir que celles de l'Irlande du Nord ou d'Écosse. Il prend son titre actuel en octobre 2000 bien que celui-ci ne soit officiellement reconnu dans le droit britannique qu’à l’entrée en vigueur du Government of Wales Act 2006. D’ailleurs, depuis la mise en application de cette loi en 2007, il dirige non plus un comité exécutif — appelé « cabinet de l’Assemblée » dans le règlement intérieur de la chambre — mais un « gouvernement de l’Assemblée galloise », strictement séparé de la législature. La structure ministérielle prend la dignité de « Gouvernement gallois » à la suite des élections de 2011, seulement, celle-ci n’est juridiquement affirmée que par le Wales Act 2014 en 2015. 
En octobre 2000, les Libéraux-démocrates entrent dans le gouvernement gallois avec le Parti travailliste : le chef du gouvernement prend alors le titre de premier ministre. Le Government of Wales Act 2006 approuve officiellement ce changement de titre en même temps qu'il crée un sceau pour le pays de Galles dont le premier ministre est le garde.
Jusqu'à présent, tous les premiers ministres gallois ont été issus du Parti travailliste.

## Désignation
Après chaque élection ou cas de vacance du poste, le Parlement gallois se réunit dans les 28 jours pour désigner un de ses membres comme premier ministre. Le choix du Parlement est communiqué au roi par son président et cette dernière nomme la personne au poste de premier ministre. Si le Parlement ne parvient pas à désigner un premier ministre dans les 28 jours, il est dissout et le secrétaire d'État pour le Pays de Galles convoque de nouvelles élections. Il est nommé par la Couronne lorsque le Parlement propose par résolution sa candidature, un événement qui survient à la suite d’élections générales, de démissions, motions de censure ou de décès. La résidence officielle du premier ministre est Tŷ Hywel, mais il détient d’autres bureaux au sein du Senedd et dans les bâtiments de la Couronne, tous situés à Cardiff.
À sa nomination, le premier ministre prête le serment d'allégeance suivant, :

« I,—, do swear that I will well and truly serve H.M. — in the office of First minister of Wales. So help me God. »

« Moi, —, je jure que je servirai fidèlement S.M. — en tant que premier ministre du pays de Galles. Que Dieu me vienne en aide. »

Si le Parlement adopte une motion de censure envers le gouvernement, il doit élire un nouveau premier ministre dans les 28 jours ou de nouvelles élections sont convoquées.

## Fonctions
Le premier ministre du pays de Galles est à la tête du gouvernement gallois :
- il est le garde du sceau gallois ;
- il nomme les ministres et ministres adjoints avec l'approbation de la reine, et peut les révoquer (les ministres devant être choisis parmi les membres du Senedd) ;
- il peut nommer et révoquer de la même manière un vice-premier ministre ;
- il recommande au roi la nomination du conseiller général ;
- il nomme le personnel du gouvernement gallois.

Responsable d’un cabinet du gouvernement qu’il préside, ses principaux rôles sont l’élaboration des politiques dévolues et leur coordination, la gestion des effectifs et de la fonction publique, ainsi que la représentation du pays de Galles dans le reste du Royaume-Uni et à l’étranger.
Le premier ministre peut nommer un membre du Parlement comme vice-premier ministre. Il s'agit habituellement du chef du second parti de la coalition gouvernementale.

## Serments ou affirmations solennelles
Avant 2007, le premier secrétaire ou le premier ministre ne prête pas de serment d’allégeance et ne fait pas d’affirmation solennelle à son entrée en fonction en qualité de chef de cabinet. En revanche, au sens de la disposition 20 du Government of Wales Act 1998, il doit prêter un serment en tant que membre de l’Assemblée dès lors qu’il est déclaré élu dans la forme anglais prescrite par le Promissory Oaths Act 1868 ou dans la forme galloise du National Assembly for Wales (Oath of Allegiance in Welsh) Order 1999. Il peut également faire une affirmation solennelle en anglais d’après l’Oaths Act 1888, dans sa version consolidée et révisée par l’Oaths Act 1978, ou bien en gallois d’après le National Assembly for Wales (Oath of Allegiance in Welsh) Order 1999,.
D’après la disposition 55 du Government of Wales Act 2006, tout membre du gouvernement de l’Assemblée galloise, devenu le Gouvernement gallois en 2015, doit prêter un serment officiel et un serment d’allégeance (ou faire les affirmations solennelles correspondantes) dans les formes prescrites respectivement par la section 3 et par la section 2 du Promissory Oaths Act 1868. Il peut également le faire en gallois dans les formes prescrites par les Welsh Forms of Oaths and Affirmations (Government of Wales Act 2006) Orders 2007 et 2011,.

### Serments et affirmations officiels
« I ___________ [indentité] do swear that I will well and truly serve Her Majesty [Queen Elizabeth] in the office of ___________ [fonction]. So help me God. »
— Serment officiel (version anglaise de 1868).
« I ___________ do solemnly and sincerely affirm and declare [that I will be faithful and bear true allegiance to Her Majesty Queen Elizabeth in the office of ___________ [fonction]]. »
— Affirmation officielle (version anglaise de 1978).
« Yr wyf i, ___________ [identité], yn tyngu y gwasanaethaf Ei Mawrhydi y Frenhines Elizabeth yr Ail gydag iawnder a didwylledd yn swydd ___________ [fonction] Cynorthwyed Duw fi. »
— Serment officiel (version galloise de 2007).
« Yr wyf i, ___________ [identité] yn datgan ac yn cadarnhau yn ddifrifol, yn ddiffuant ac yn ddidwyll, y gwasanaethaf Ei Mawrhydi y Frenhines Elizabeth yr Ail gydag iawnder a didwylledd yn swydd ___________ [fonction]. »
— Affirmation solennelle officielle (version galloise de 2007).

### Serments et affirmations d’allégeance
« I ___________ do swear that I will be faithful and bear true allegiance to Her Majesty [Queen Elizabeth], her heirs and successors according to law. So help me God. »
— Serment officiel (version anglaise de 1868).
« I ___________ do solemnly, sincerely and truly declare and affirm [that I will be faithful and bear true allegiance to Her Majesty Queen Elizabeth, her heirs and successors, according to law]. »
— Affirmation officielle (version anglaise de 1978).
« I ___________ do solemnly, sincerely and truly declare and affirm [that I will be faithful and bear true allegiance to Her Majesty Queen Elizabeth, her heirs and successors, according to law]. »
— Affirmation d’allégeance (version anglaise de 1978).
« Yr wyf i, ___________ yn datgan ac yn cadarnhau yn ddifrifol, yn ddiffuant ac yn ddidwyll y byddaf yn ffyddlon ac yn wir deyrngar i’w Mawrhydi y Frenhines Elizabeth, ei hetifeddion a’i holynwyr, yn ôl y gyfraith. »
— Affirmation solennelle d’allégeance (version galloise de 2007).
« Yr wyf i, ___________ yn datgan ac yn cadarnhau yn ddifrifol, yn ddiffuant ac yn ddidwyll y byddaf yn ffyddlon ac yn wir deyrngar i’w Mawrhydi y Frenhines Elizabeth, ei hetifeddion a’i holynwyr, yn ôl y gyfraith. »
— Affirmation solennelle d’allégeance (version galloise de 2011).

## Variations des intitulés ministériels
| Intitulé | Période     | Cabinet ou gouvernement |
| --- | ----------- | ----------------------- |
| Premier secrétaire First Secretary                                                                             | 1999-2000   | Michael                 |
| Premier secrétaire, secrétaire au Développement économique First Secretary, Secretary for Economic Development | 2000        | Morgan (1)              |
| Premier ministre First Minister                                                                                | 2000-2001   | Morgan (2)              |
| Premier ministre, ministre du Développement économique First Minister, Minister for Economic Development       | 2001-2002   | Morgan (2)              |
| Premier ministre First Minister                                                                                | Depuis 2002 | Morgan (2)              |
| Premier ministre First Minister                                                                                | Depuis 2002 | Morgan (3)              |
| Premier ministre First Minister                                                                                | Depuis 2002 | Morgan (1)              |
| Premier ministre First Minister                                                                                | Depuis 2002 | Morgan (2)              |
| Premier ministre First Minister                                                                                | Depuis 2002 | Jones (1)               |
| Premier ministre First Minister                                                                                | Depuis 2002 | Jones (2)               |
| Premier ministre First Minister                                                                                | Depuis 2002 | Jones (3)               |
| Premier ministre First Minister                                                                                | Depuis 2002 | Drakeford (1)           |
| Premier ministre First Minister                                                                                | Depuis 2002 | Drakeford (2)           |
| Premier ministre First Minister                                                                                | Depuis 2002 | Gething                 |
| |             |                         |

## Liste des premiers secrétaires et premiers ministres
| Portrait                          | Portrait                                               | Nom (Naissance-Mort)              | Parti politique                   | Dates du mandat                   | Dates du mandat                       | Élections                         | Gouvernement                                             |
| Premier secrétaire de l’Assemblée | Premier secrétaire de l’Assemblée                      | Premier secrétaire de l’Assemblée | Premier secrétaire de l’Assemblée | Premier secrétaire de l’Assemblée | Premier secrétaire de l’Assemblée     | Premier secrétaire de l’Assemblée | Premier secrétaire de l’Assemblée                        |
| --------------------------------- | ------------------------------------------------------ | --------------------------------- | --------------------------------- | --------------------------------- | ------------------------------------- | --------------------------------- | -------------------------------------------------------- |
|                                   |                                                        | Alun Michael (1943-)              | Travailliste-Coopératif           | 12 mai 1999                       | 9 février 2000                        | 1999                              | Michael Travailliste minoritaire                         |
|                                   |                                                        | Rhodri Morgan (1939-2017)         | Travailliste                      | 9 février 2000                    | 16 octobre 2000                       | —                                 | Morgan I Travailliste minoritaire                        |
| Premier ministre                  |                                                        |                                   |                                   |                                   |                                       |                                   |                                                          |
|                                   |                                                        | Rhodri Morgan (1939-2017)         | Travailliste                      | 16 octobre 2000                   | 9 décembre 2009                       | —                                 | Morgan II Travailliste-Libéraux-démocrates               |
| 2003                              | Morgan III Travailliste minoritaire                    | Rhodri Morgan (1939-2017)         | Travailliste                      | 16 octobre 2000                   | 9 décembre 2009                       |                                   |                                                          |
| 2007                              | Morgan IV Travailliste minoritaire                     | Rhodri Morgan (1939-2017)         | Travailliste                      | 16 octobre 2000                   | 9 décembre 2009                       |                                   |                                                          |
| —                                 | Morgan V Travailliste-Plaid Cymru                      | Rhodri Morgan (1939-2017)         | Travailliste                      | 16 octobre 2000                   | 9 décembre 2009                       |                                   |                                                          |
| —                                 |                                                        |                                   | Carwyn Jones (1967-)              | Travailliste                      | 10 décembre 2009                      | 12 décembre 2018                  | Jones I Travailliste-Plaid Cymru                         |
| 2011                              | Jones II Travailliste minoritaire                      |                                   | Carwyn Jones (1967-)              | Travailliste                      | 10 décembre 2009                      | 12 décembre 2018                  |                                                          |
| 2016                              | Jones III Travailliste-Libéraux-démocrates-Indépendant |                                   | Carwyn Jones (1967-)              | Travailliste                      | 10 décembre 2009                      | 12 décembre 2018                  |                                                          |
|                                   |                                                        | Mark Drakeford (1954-)            | Travailliste                      | 13 décembre 2018                  | 13 mai 2021                           | —                                 | Drakeford I Travailliste-Libéraux-démocrates-Indépendant |
| 13 mai 2021                       | 20 mars 2024                                           | Mark Drakeford (1954-)            | Travailliste                      | 2021                              | Drakeford II Travailliste minoritaire |                                   |                                                          |
|                                   |                                                        | Vaughan Gething (1974-)           | Travailliste-Coopératif           | 20 mars 2024                      | 5 août 2024                           | —                                 | Gething Travailliste minoritaire                         |
|                                   |                                                        | Eluned Morgan (1967-)             | Travailliste-Coopératif           | 6 août 2024                       | en cours                              | —                                 | Morgan Travailliste minoritaire                          |